# 國際社會網絡學會
社會網路分析的國際網路（International Network for Social Network Analysis，INSNA）是為社會網路分析的專業協會，在社會網路、社會網路軟件和社會網路的了解迅速增量導致了在純粹數字之外的話要辯論和影響。

## 委員會的成員、歷史和產品
國際社會網絡學會是專業的社會網路分析公會。對於社會網路、社會網路軟體及社會關係迅速提升的警覺性導致了超越表面絕對數字的活躍討論及影響。
國際社會網路學會的會員涵括了超過一千個社會網路分析員。他們各自擁有自己的網站(參閱連結)及使用中的郵件系統討論小組。國際社會網絡學會在國際社會網絡學會裡一直都是國際和跨學科的。多數成員是社會科學家，但值得注意的是參與的數學家，統計學家，在商業界（尤其是管理顧問） ，和社會網絡軟件的創造者和分析師。
社會學家巴瑞-威爾曼是橫跨國家和領域網路分析員，於1977年建立國際社會網路學會。 通信科學家威廉．理査茲於2005年領導國際社會網路學會直到他猝死於2007年8月。最後國際社會網路學會由水牛城的大學通信科學家副總統喬治-柏奈特成功帶領。
除了出版一本三年一版的期刊與國民連結，國際社會網路學會也：
- 進行SOCNET，主題的LISTSERV郵件表。
- 每年舉辦國際西南部社會網絡會議。[4]
- 出版季度學報，社會網絡。。[5]
- 不定期的出版關於社會結構的線上學報。[6]
- 提供連結給全世界的研究員。
- 提供原始的數據資料。

## 每年美國西南部社會網絡會議主講者名單
起源於二十世紀九零年代，主講者也任可了與Georg Simmel被區別的成就獎。
- 1981年坦帕，無
- 1982年坦帕，約翰・巴恩斯
- 1983年聖迭戈，詹姆斯S. Coleman
- 1984年菲尼斯，哈里遜白
- 1985年Palm Beach， Linton Freeman
- 1986年聖芭卜拉， J.克萊德Mitchell
- 1987年Clearwater， Everett羅傑斯
- 1988年聖迭戈，查爾斯Kadushin
- 1989年坦帕，弗蘭克Harary
- 1990年聖迭戈，標記Granovetter
- 1991年坦帕，詹姆斯・迪維斯
- 1992年聖迭戈，彼得Blau
- 1993年坦帕， A. Kimball Romney
- 1994年新奧爾良，巴里Wellman
- 1995年倫敦，帕特里克Doreian
- 1996年查爾斯頓，健美的Erickson
- 1997年聖迭戈， H.羅素Bernard & 彼得Killworth
- 1998年Sitges，西班牙， Rolf Ziegler
- 1999年查爾斯頓，南林
- 2000年溫哥華， Linton Freeman
- 2001年布達佩斯，馬丁Everett
- 2002年新奧爾良， Philippa Pattison
- 2003年坎昆， MX， Alvin沃爾夫
- 2004年Portorož，斯洛文尼亞， Frans Stokman
- 2005年Redondo Beach，加州，羅納德Breiger
- 2006年溫哥華，愛德華Laumann
- 2007年Corfu， Vladimir Batagelj & Anuška Ferligoj
- 2008年聖彼德堡， FL，斯蒂芬Borgatti
- 2009年聖迭戈，加州，腓力普Bonacich
- 2010年Trento，意大利

## 延伸閱讀
- 社會性網路

### 出版品
- Freeman, Linton C. (2004) The Development of Social Network Analysis: A Study in the Sociology of Science. Vancouver: Empirical Press. ISBN 1594577145.
- Barry Wellman, “Networking Network Analysts: How INSNA (the International Network for Social Network Analysis) Came to Be.” Connections 23, 1 (Summer, 2000): 20-31.

### 互聯網
1. ↑  Intute: Social Sciences （页面存档备份，存于）, Intute website.
2. ↑  Barry Wellman （页面存档备份，存于） biography: Netlab at the University of Toronto website.
3. ↑  William Richards' （页面存档备份，存于） profile at Simon Fraser University, British Columbia (Canada), website.
4. ↑  AnnualInternational Sunbelt Social Network Conference （页面存档备份，存于）:INSNAwebsite.
5. ↑  Social Networks （页面存档备份，存于）, quarterly journal.
6. ↑  Journal of Social Structure （页面存档备份，存于）, online journal, irregular periodicity.

## 外部連結
- INSNA（页面存档备份，存于）
- start-up Network of Network Researchers in India